# Stanley Havili
Stanley Havili (urodzony 14 listopada 1987 roku w Salt Lake City w stanie Utah) – amerykański zawodnik futbolu amerykańskiego, grający na pozycji fullback. W rozgrywkach akademickich NCAA występował w drużynie USC Trojans.
W roku 2011 przystąpił do draftu NFL. Został wybrany w drugiej rundzie (240. wybór) przez zespół Philadelphia Eagles. W drużynie z Pensylwanii występuje do tej pory.